# 台ヶ原宿
台ヶ原宿（だいがはらしゅく）は、山梨県北杜市白州町台ヶ原にある、江戸時代における甲州街道の宿場の呼称。現在も当時の旅籠や商家の面影がしのばれる街並みが残されており、「日本の道100選」のひとつにも選ばれている。
甲斐国（甲州、現：山梨県）の北西部、甲府と諏訪を結ぶ甲州街道（甲州道中、現：国道20号旧道）のちょうど中間あたりにあり、江戸・日本橋から40番目、43里10町あまりの距離にあった宿駅である。
江戸時代に甲州街道の宿場として栄え、本陣、脇本陣と14軒の旅籠を中心に宿内に総家数153軒が並び、宿泊と逓送（ていそう）を機能していた。明治期以降の鉄道開通や最寄り駅の設置に伴って宿場としての地位を失ったが、現在も当時の旅籠や商家の面影がしのばれる街並みが街道沿いに約2 kmにわたって残されており、昔から屋号でよばれる家が多い。宿場の通りの中ほどにある酒蔵の北原家は、当時の木造建築がそのまま残されていた豪壮な構えの居宅としてよく知られ、1880年（明治13年）に明治天皇の巡幸の際に行在所となった史跡の石碑もある。
毎年9月23日には沿道の荒尾・田中神社で民俗行事の「虎頭の舞」が奉納される。10月中旬〜下旬の週末に、骨董品・クラフト作品や地元産の農作物の市が並ぶ「台ケ原宿市」が開催され、宿場の街道は多くの人出で賑わう。1986年（昭和61年）8月10日に歴史性と親愛性を基準に、「宿場街・台ヶ原宿のたたずまい」として旧建設省と「道の日」実行委員会により制定された「日本の道100選」に選ばれている。

## 地理
山梨県の北西部、北に八ヶ岳、南西に赤石山脈（南アルプス）前衛の主峰で「日本百名山」の甲斐駒ヶ岳などの2000 m超級の山々に挟まれた、八ヶ岳南麓の台地上の高原地帯の南に位置する。北に釜無川、南に甲斐駒ヶ岳を水源とする「名水100選」の尾白川が西から南東方向へと流れ、両河川に挟まれた河岸段丘の上にある。台ヶ原宿から南に1 kmほどの所に尾白川と釜無川の合流点があり、対岸の岬には甲斐富士見三景の一つに数えられる名勝花水坂がある。

## 歴史
台ヶ原は、古くは戦国時代に織田信長が、武田勝頼を追って甲斐国を侵攻したときにこの地に宿営したと伝えられている。台ヶ原宿は、武田氏が出した朱印状にもその名が記されており、戦国中期には存在していたことが確認されている。江戸期の宿場は、慶長6年（1601年）に東海道に伝馬制が定められた翌年（1602年）から、他の四街道（中山道・甲州街道・奥州街道・日光街道）の宿駅整備が順次行われていった際に、元和4年（1618年）に宿請が申し渡されたことに始まるとされている。宿内には大名や旗本、幕府役人が宿泊するための本陣、脇本陣が置かれたほか14軒の旅籠が一般旅行者の宿泊を受け持った。また逓送のために常時、人足25人、馬25頭を問屋（といや）に待機させたほかにも、大名行列など臨時の大通行の際に付近の助郷を動員していた。
正徳元年（1711年）の一般宿泊の木賃銭は、主人一人35文、召使い一人17文、馬一頭35文であり、駄賃は韮崎宿まで4里を荷物一駄206文、人足一人102文、教来石（きょうらいし）まで1里14町を荷物一駄49文、人足一人25文、信州の蔦木宿まで、2里20町を荷物一駄102文、人足一人49文と公文されていた。
甲州街道は、信州の高島藩、高遠藩、飯田藩の3藩が参勤交代での通行に利用したほか、将軍飲用の宇治茶を中山道経由で甲州街道を通って江戸まで運ばれたため、江戸時代は宿場として栄え、大正時代中期ごろまで近代の商業地、交通の要衝であった。1904年（明治37年）に中央本線が富士見駅まで開業し、近隣を通過する形になったがこの時点では宿場に近い駅は設定されなかった。しかし、1918年（大正7年）に最寄りの駅である長坂駅が開業すると交通の中心が鉄道に移行するとともに急激に衰微し、さらに台ヶ原宿の南に並行して国道20号バイパスが完成したことにより、商業と交通の要衝としての地位は失われ、台ヶ原宿の現在は地域の生活道路として、沿道に往時の旅籠や商家の面影を残す古いたたずまいの続く通りとなっている。

## 祭り・イベント
台ケ原宿市
例年10月第三週末ごろに3日間開かれる台ヶ原宿市実行委員会主催の市で、古き物(骨董)と新しき物(クラフト作家のアート作品や雑貨品)や地元産の農産物の販売など、約300店の店舗が出店される。荒尾・田中神社の「虎頭の舞」も披露される。

## 交通
- 電車
  - JR中央本線 長坂駅より県道606号を経由して約6 km（タクシーで約15分）。
  - JR中央本線 日野春駅より国道20号を経由して約7 km（タクシーで約15分）。
- 自動車
  - 中央自動車道 須玉インターチェンジ (IC) より国道20号を経由して約11 km（約20分）。
  - 中央自動車道 小淵沢ICより国道20号経由して約13 km（約20分）。
- 路線バス
  - JR中央本線 韮崎駅より、山梨交通バス「下教来石」行き約30分 「台ケ原上」下車（徒歩約5分）。